# Anji, Xixiangtang
Anji (kinesiska:  安吉) är ett stadsdelsdistrikt i Kina. Den ligger i Xixiangtang i den autonoma regionen Guangxi, i den södra delen av landet, nära eller i regionhuvudstaden Nanning.
Genomsnittlig årsnederbörd är 2 017 millimeter. Den regnigaste månaden är augusti, med i genomsnitt 423 mm nederbörd, och den torraste är januari, med 34 mm nederbörd.